# Виленский, Илья Соломонович
Илья Соломонович (Эфроим Залманович) Виленский (22 июня 1873 — 11 ноября 1931, Москва, СССР) — российский революционер.

## Биография
Илья Виленский родился 22 июня 1873 года; сын комиссионера. В 1893 году Виленский примкнул к революционному движению и познакомился с марксизмом. 
В 1896 году Виленский отправился в Екатеринослав, где явился одним из основателей местного Союза борьбы за освобождение рабочего класса и нелегальной типографии для «Рабочей газеты», печатание которой после выхода в Киеве первых двух номеров попытались перенести из Киева в Екатеринослав. 
В марте 1898 года Виленский был вместе с другими работниками типографии арестован. В последующие годы Виленский считался знатоком «нелегальной техники». Выйдя из киевской тюрьмы, где Виленский просидел несколько месяцев, он принял участие в организации группы «Южный рабочий» и создал подпольную типографию в Полтаве. 
С 1900 по 1902 — снова в тюрьме, а затем в ссылке (в Енисейской губернии), откуда в начале 1903 года бежал. 
Виленский был наборщиком в типографии «Искры», в которой продолжал работать и после раскола партии (с 1903) и перехода «Искры» в руки меньшевиков. Осенью 1906, после объединения РСДРП, поставил в Выборге типографию для центрального органа «Социал-демократ». 
С 1908 — в Париже. Во время Первой мировой войны участвовал в организации типографии для интернационалистского «Нашего Слова». В 1917, после октябрьской революции, Виленский вернулся в Россию. Постепенно разочаровываясь в меньшевизме, в 1918 оставил его ряды. 
Летом 1919 Виленский пошел добровольцем в Красную армию, был направлен на Восточный фронт, где и был принят в РКП(б). С 1921 — в Москве. С 1922 до конца 1926 был директором типографии Государственного военного издательства.
Илья Соломонович Виленский умер 11 ноября 1931 года в городе Москве.